# Eres tú

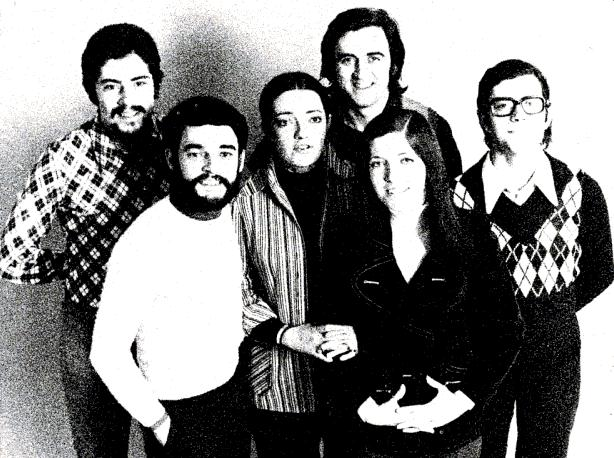
Anúncio comercial do single "Eres tú" de Mocedades.

"Eres Tú" (em português:  És tu/É você) foi a canção espanhola no Festival Eurovisão da Canção 1973, interpretada em espanhol pela banda espanhola Mocedades (composta por Amaya Uranga, Roberto Uranga, Estibaliz Uranga, Carlos Zubiaga, Javier Garay e José Ipiña). Foi a sétima a ser interpretada na noite do festival, depois da canção monegasca "Un train qui part", interpretada por Marie e antes da canção suíça "Je vais me marier, Marie, cantada por Patrick Juvet. No final, terminou em segundo lugar, recebendo um total de 125 pontos.
A banda gravou versões em diversas línguas: espanhol, inglês, alemão, francês, italiano e basco (os cantores são originários do País Basco). Foi um grande sucesso em toda a Europa e até nos Estados Unidos e teve muitas versões cover.

## Autoria e letra
"Eres tú" teve letra, música e foi orquestrada por Juan Carlos Calderón. A canção em si é uma balada de amor, com a vocalista da banda dirigindo esta canção ao seu amado, repetindo diversas vezes "Eres tú".

## Acusações de plágio
O Festival Eurovisão da Canção 1973 foi marcado por um escândalo, com a canção "Eres Tú" a ser acusada de ser meramente uma rescrita ou plágio da canção  "Brez besed"  que participara no Festival Eurovisão da Canção 1966 e tinha sido cantada por Berta Ambrož. Como a canção não foi desqualificada, as más línguas sugeriram que o não foi por razões puramente políticas, porque Francisco Franco da Espanha tinha mais força e influência na Europa que Tito da Jugoslávia.

## Sucesso internacional
Em 1974, "Eres Tú" tornou-se uma das poucas canções em espanhol a alcançar o top 10 norte-americano, alcançando o número #9  da Billboard Hot 100 e o top 10 do Adult Contemporary chart. Surpreendentemente ou não, a versão em inglês interpretada por Eydie Gorme foi um fracasso de vendas.
Apenas cinco canções espanholas até agora (Abril de 2009) alcançaram o top 10 nos Estados Unidos: Eres tú cantada pela banda Mocedades, Los Bravos, Julio Iglesias e Enrique Iglesias, e Los del Río, e a única a ser cantada totalmente em língua espanhola (a versão de "Macarena" de Los del Río foi um remix dos Bayside Boys com voz em inglês).

## Eres tu em outras línguas
| - Eres tu (castelhano) - Touch the Wind (inglês) - Das Bist Du (alemão) - C'est pour toi (francês) - Viva noi (italiano) - Zu zara (basco) | - Dicht Bij Jou (neerlandês) - Rør Ved Mig (dinamarquês) - Touch The Wind (em inglês) - I Mitt Liv (norueguês) - Rör vid mig (sueco) - Eres tu (checo) - Runoni Kaunein Olla Voit (finlandês) - Sinä Vain (finlandês) - Co Gai Rung Mo (vietnamita) - I mitt liv (neerlandês) - That's You (em inglês) - Will My Love Be You (em inglês) - C'est pour toi (francês) - Jy's vir my (africâner) - É você (português brasileiro) - Du Bist Wie Die Sonne (em alemão) - Waar naartoe (neerlandês) |

## Versões covers da canção " Eres tu"
| - 101 Strings - Eres tu - Acker Bilk - Eres tu - Al estilo de Mocedades - Eres tu - Alvaro Clemente - Eres tu - Amaya Uranga y Juan Carlos Calderon - Eres tu - Anacani - Eres tu - Andrés Calamaro - Eres tu - An & Jan (Rot) - Dicht Bij Jou (neerlandês) - Atalaje - Eres tu - Austin Kelley & Mantovani - Eres tu - Bedevilers - Eres tu (punk rock) - Bert Kaempfert - Touch The Wind (em inglês) - Bertin Osborne - Eres tu - Bing Crosby - Eres tu - Bo Doerek - Eres tu - Bres Bezed - Eres tu - Bullerfnis - Rør Ved Mig (dinamarquês) - Byron Lee and the Dragonaries - Eres tu - Calito Soul - Eres tu - Cerveza Mahou - Eres tu - Charo - Eres tu - Daniela Castillo - Eres tu - Dansk top - Rør Ved Mig (dinamarquês) - David and the High Spirits - Eres tu - Edyie Gorme - Eres tu - El Chaval De La Peca - Eres tu - El Consorcio - Eres tu - El Frenillo de Gaugin - Eres tu (punk rock) - El ser y ser - Eres tu (rap) - Estela Raval - Eres tu (da Argentina) - Floyd Cramer - Touch The Wind (em inglês) - Gé Korsten - Touch The Wind (em inglês) - Gebroeder Brouwer - Eres tu (Trompete instrumental) - GrupoSarao - Eres tu - Hella Joof & Peter Frödin - Rør Ved Mig (dinamarquês) - Howard Morrison Chor - Eres tu - III of a Kind Philippines - Eres tu - Ilanit - Eres tu - Inger Lise Rypdal - I Mitt Liv (norueguês) - Inger Öst - Rör vid mig (sueco) - Instrumental - Eres tu | - Jimmy Mitchell - Eres tu (espanhol, com sotaque texano) - Johnny Mathis e Juan Carlos Calderon - Touch the Wind (inglês, mas com coro em castelhano) - Johnny Reimar - Rør Ved Mig (dinamarquês) - Johnny Rodriguez - Eres tu - Josh Santana - Eres tu (Filipinas 2009) - Juan Carlos Calderón - Eres tu (Versão do compositor) - Justo Lamas - Eres tu - Karaoke - Eres tu - Karel Gott, Spravny Ton - Eres tu (checo) - Kathy Kelly - Eres tu - Katri Helena - Runoni Kaunein Olla Voit (finlandês) - Katri Helena - Sinä Vain (finlandês) - Kelly Family - Eres tu - Khanh Ha - Co Gai Rung Mo (vietinamita) - Korean Choir - Eres tu - La Academia 4ta Generación - Eres tu - La Decada Prodigiosa - Eres tu - Lady Lu - Eres tu - Landscape - Touch The Wind (em inglês) - Lecia & Lucienne - Lecia & Lucienne - Rør Ved Mig (dinamarquês) - Lettermen - Eres tu - Liceo Panamericano - Eres tu - Little Angels Of Korea - Eres tu - Lola Ponce - Eres tu - Luis Chacon - Eres tu - Luis Miguel - Eres tu - Lupita D'Alessio - Eres tu - Mantovani Orchestra - Eres tu - Mariachi Vargas - Eres tu - Mona - I mitt liv (neerlandês) - Pan Flute - Eres tu (Pan Flute) - PANDORA - eres tu - Patricia Y Los Stars - Eres tu - Patti Donelli @ USC-Pgh - Touch the Wind (em inglês) - Percy Faith - Touch the Wind (em inglês) - Perry Como - Eres tu (em 29 de abril de 1974) - Perpetuum Jazzile - Brez besed/Eres tu (medley irónico de com a canção "Eres tu" sendo acusada de plágio) - Perry Como - That's You (em inglês) | - Petula Clark - Will My Love Be You (em inglês) - Pistas - Eres tu (Panflute) - Ray Conniff - Eres tu - Reggae Chico Man - Eres tu - Rika Zarai - C'est pour toi (francês) - Rina Hugo - Jy's vir my (africanêr) - Roberto Delgado - Eres tu (Instrumental) - Rob's Band - Eres tu - Romantica de Xalapa - Eres tu - Sandy Caldera - Eres tu - Sonny James - Eres tu - Soul Sanet - Eres tu - Stef Meeder - Tweedle dee, Eres tu medley instrumental - Supremas de Mostoles - Eres tu - Sweethearts - Rør Ved Mig (dinamarquês) - TBC - Rør Ved Mig (rap dinamarquês) - Tish Hinojosa - Eres tu - Unknown, tenor - Du Bist Wie Die Sonne (em alemão) - Volkana - medley da Eurovisão, incluindo Eres tu - Wheeler St James - Touch the wind (em inglês) - Willeke Alberti - Waar naartoe (neerlandês) - Zereno - Eres tu - Uma versão instrumental de guitarra foi usada num anúncio publicitário televisivo na longínqua Nova Zelândia pelo Bank of New Zealand nos anos 90. |